# Neguitus calcaratus
Neguitus calcaratus is een insect uit de familie van de mierenleeuwen (Myrmeleontidae), die tot de orde netvleugeligen (Neuroptera) behoort. 
Neguitus calcaratus is voor het eerst wetenschappelijk beschreven door Navás in 1912.